# Farahnaz Pahlavi

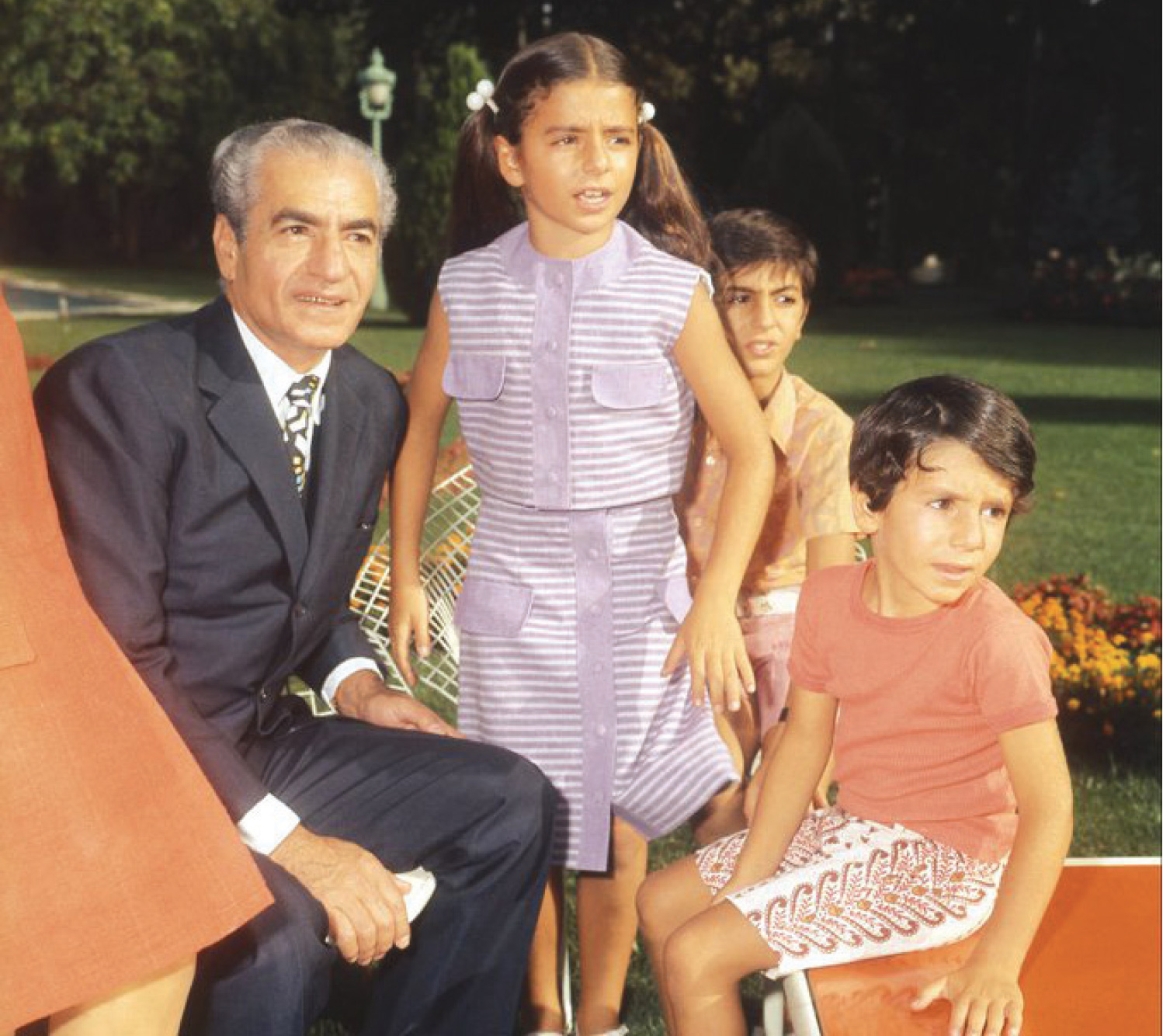
Farahnaz Pahlavi met haar vader en twee broers Reza en Ali-Reza (1971)

Farahnaz Pahlavi (Perzisch: فرحناز پهلوی, Farahnaz betekent 'vreugdevol') (Teheran, 12 maart 1963) is de oudste dochter van de overleden en laatste sjah van Iran (Perzië), Mohammed Reza Pahlavi en zijn derde vrouw, shabanoe Farah Diba. 
Haar titel van keizerlijke hoogheid is haar na de revolutie van 1979 door de nieuwe islamitische regering van Iran afgenomen. Naast troonopvolger Reza Pahlavi (1960) had Pahlavi nog een broer, prins Ali Reza (1966-2011) en een zus, prinses Leila (1970-2001). Beiden zijn overleden. Op dit moment woont zij in ballingschap in New York.

## Opleiding
- Basisschool: 1970-1978 Niavaran Special School, Teheran
- Middelbare school: 10 september 1979 - 30 mei 1980 Ether Walker School, Simsbury (Connecticut)
- Vervolg middelbare school: 1980-1981 Cairo American College, Caïro, Egypte
- Bachelors: 1982-1984 Bennington College, Bennington (Vermont), VS
- Bachelors: 1984-1986 Columbia-universiteit, New York (BA in sociale wetenschappen)
- Masters: 1988-1990 Columbia-universiteit, New York (major in kinderpsychologie)

## Werk
Pahlavi werkt als psycholoog in een Amerikaans ziekenhuis met zieke kinderen en senioren.